# Довер (Міннесота)
Довер (англ. Dover) — місто (англ. city) в США, в окрузі Олмстед штату Міннесота. Населення — 782 особи (2020).

## Географія
Довер розташований за координатами 43°58′11″ пн. ш. 92°8′3″ зх. д. / 43.96972° пн. ш. 92.13417° зх. д. (43.969782, -92.134034).  За даними Бюро перепису населення США в 2010 році місто мало площу 2,60 км², уся площа — суходіл.

## Демографія
Згідно з переписом 2010 року, у місті мешкало 735 осіб у 261 домогосподарстві у складі 200 родин. Густота населення становила 283 особи/км².  Було 282 помешкання (108/км²).
Расовий склад населення:
| - 95,6 % — білих - 0,4 % — азіатів - 3,0 % — осіб інших рас |

До двох чи більше рас належало 1,0 %. Частка іспаномовних становила 4,2 % від усіх жителів.
За віковим діапазоном населення розподілялося таким чином: 34,0 % — особи молодші 18 років, 61,4 % — особи у віці 18—64 років, 4,6 % — особи у віці 65 років та старші. Медіана віку мешканця становила 29,7 року. На 100 осіб жіночої статі у місті припадало 95,5 чоловіків;  на 100 жінок у віці від 18 років та старших — 102,1 чоловіків також старших 18 років.
Середній дохід на одне домашнє господарство  становив 77 702 долари США (медіана — 72 321), а середній дохід на одну сім'ю — 85 424 долари (медіана — 78 750). Медіана доходів становила 47 171 долар для чоловіків та 38 375 доларів для жінок. За межею бідності перебувало 8,6 % осіб, у тому числі 10,5 % дітей у віці до 18 років та 19,7 % осіб у віці 65 років та старших.
Цивільне працевлаштоване населення становило 431 осіб. Основні галузі зайнятості: освіта, охорона здоров'я та соціальна допомога — 35,3 %, виробництво — 13,5 %, будівництво — 10,2 %, транспорт — 7,9 %.